# Charlésite
La charlésite est une espèce minérale composée de sulfates hydratés de calcium de formule Ca6(Al,Si)2(SO4)2B(OH)4(OH,O)12 . 26(H2O). Elle fait partie du groupe de l’ettringite.

## Inventeur et étymologie
Décrite  par  Pete J. Dunn, Donald R. Peacor, Peter B. Leavens, et John L. Baum en 1983. Dédiée à Charles Palache (en) (1869-1954), professeur de minéralogie à l'Université Harvard.

## Topotype
Mine Franklin, Franklin, Sussex Co., New Jersey. USA. Les échantillons de référence sont déposés à l'Université Harvard.

## Cristallographie
- Paramètres de la maille conventionnelle : a = 11,16 Å, c = 21,21 Å, Z = 2 ; V = 2 287,70 Å3
- Densité calculée = 1,79

## Cristallochimie
Elle sert de chef de file à un groupe de minéraux isostructuraux.

### Groupe de la charlésite
- Carraraïte Ca3Ge(OH)6(SO4)(CO3)•12(H2O) P 63/m ou P 63 Hex
- Charlésite Ca6(Al,Si)2(SO4)2B(OH)4(OH,O)12•26(H2O) P 31c 3m
- Jouravskite Ca3Mn(SO4,CO3)2(OH)6•12(H2O) P 63/m 6/m
- Sturmanite Ca6(Fe,Al,Mn)2(SO4)2[B(OH)4](OH)12•25(H2O) P 31c 3m
- Thaumasite  Ca3Si(CO3)(SO4)(OH)6•12(H2O) P 63/m 6/m

## Gîtologie
Dans les dépôts de zinc starifiés métamorphiques.

## Gisements remarquables
En plus du topotype aux USA, on peut citer :
- Mine Fuka, Bitchu-cho, Takahashi, Okayama Prefecture, Chugoku Region, Honshū, Japon. Ce gisement passe pour avoir donné les meilleurs spécimens de cette espèce[3].
- N'Chwaning Mines, Kalahari manganese fields, province du Cap[4].
- Vechec, Slanské vrchy, Prešovský Kraj, Slovaquie[5]

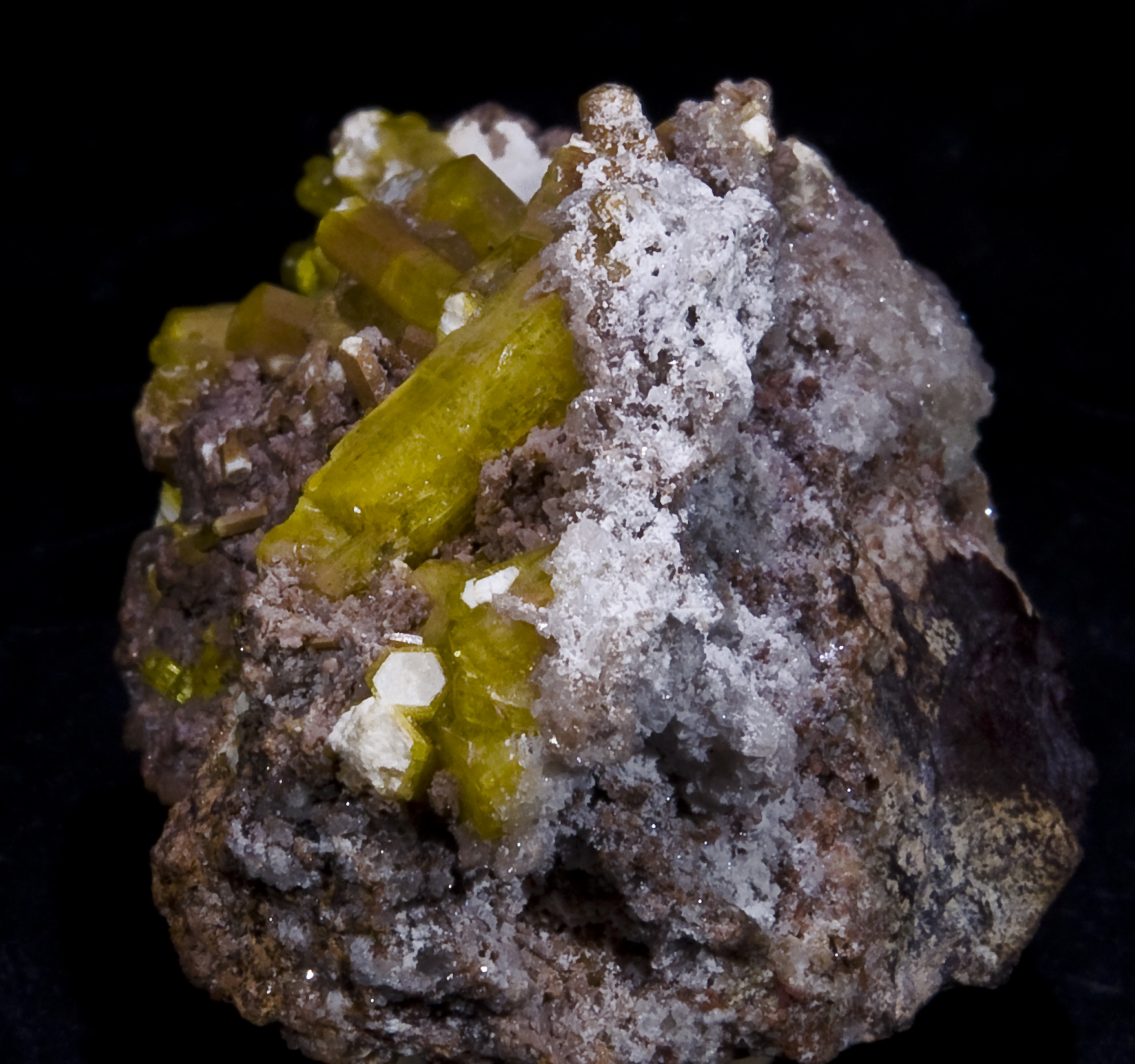
Charlésite et ettringite - Mines de N'Chwaning,
Afrique du Sud (6.5x3.2 cm)